# Sai-gawa (Gifu)
La rivière Sai (犀川, Sai-gawa) est un cours d'eau du Japon qui traverse la préfecture de Gifu et se jette dans la rivière Nagara.

## Géographie
La rivière Sai s'écoule depuis la ville de Motosu où elle se sépare d'avec la Neo-gawa, et se dirige vers le sud. Après avoir traversé Mizuho et Ōgaki, elle court parallèlement à la rivière Nagara qu'elle rejoint à Anpachi.
Les cerisiers japonais sur les berges de la rivière, près du château de Sunomata, font partie de la liste des trente-trois premiers sites de floraison de cerisiers de la préfecture de Gifu.

## Histoire
- 1530 : une grande inondation déplace la branche principale de la Neo-gawa original à son itinéraire actuel. Cette même inondation crée la Sai-gawa.
- 1641 : une dispute éclate entre les propriétaires du canal Mushiroda (席田用水, Mushiroda yōsui?) et ceux du canal Makuwa (真桑用水, Makuwa yōsui?) relativement à l'utilisation de l'eau de la rivière Sai. Le différend est réglé avec le canal Mushiroda prenant 60 % de l'écoulement et le canal Makuwa les 40 % restants.
- 1929 : l'« incident de la Sai-gawa » se produit lorsque les habitants manifestent contre l'intention du gouverneur de la préfecture de modifier le débit de la rivière.